# Уэстгейт, Кентербери
Уэстгейт (англ. Westgate) — средневековые городские ворота в городе Кентербери, Кент, Англия. Их высота составляет 18 метров, что делает их самыми высокими воротами всей городской стены и самыми высокими городскими воротами в Англии, сохранившимися до наших дней. Построенные из кентского известняка около 1379 года, они являются последними сохранившимися из семи средневековых ворот Кентербери. Являются одной из самых отличительных достопримечательностей города. Между башнями по-прежнему пролегает дорога, а внутри них находится музей.

## Архитектура
Башни построены из кентского тесаного камня. В стенах находятся восемнадцать амбразур: это большое число для ворот, а сами они появились здесь в Британии впервые. Считается, что они были добавлены к началу XV века. У ворот был подъемный мост через Стур, порткулли и деревянные двери.
Ворота имеют три этажа. Первый этаж был спроектирован таким образом, чтобы ворота и сводчатый проход имели входы в башни с каждой стороны. В каждой башне находилась комната на первом этаже с камином и четырьмя амбразурами. В комнате первого этажа северной башни была винтовая лестница на верхние этажи. На первом этаже находится большая комната с камином и механизмом открытия ворот. В этом помещении были двери в верхнюю комнату каждой башни. Из-за угрозы французского вторжения в 1470-х и 1480-х годах всё сооружение было укреплено. В 1491 или 1492 году большое простое перпендикулярное восточное окно было добавлено в большую комнату на первом этаже с видом на собор.